# Stathmostelma spectabile
Stathmostelma spectabile är en oleanderväxtart. Stathmostelma spectabile ingår i släktet Stathmostelma och familjen oleanderväxter.

## Underarter
Arten delas in i följande underarter:
- S. s. frommii
- S. s. spectabile